# LaViVe
LaVive – niemiecki girlsband powstały w 2010 roku z inicjatywy programu Popstars. W skład zespołu wchodziły: Sarah Rensing, Julia Koster, Meike Ehnert, i Katrin Mehlberg. Ich debiutancki album „No Sleep” został wydany w grudniu 2010. Kontrakt z wytwórnią Starwatch/Warner wygasł w marcu 2011 roku. Warner nie przedłużyli kontraktu, w efekcie czego zespół się rozpadł. Jeszcze w trakcie istnienia zespołu odeszla Meike Ehnert i do końca działalności girlsband liczył trzy członkinie.